# Vlag van Bretagne
De vlag van Bretagne  bestaat uit negen zwarte en witte horizontale strepen, waarvan de witte iets hoger zijn dan de zwarte. In het kanton staan elf hermelijnstaarten. De vlag wordt Gwenn-ha-du genoemd, Bretons voor 'wit en zwart'.
De vlag wordt in geheel Bretagne en in het departement Loire-Atlantique (in de regio Pays de la Loire, tot 1941 ook tot Bretagne behorend) gebruikt. Tot enkele decennia geleden werd de vlag als een uiting van separatisme gezien, maar tegenwoordig maakt vrijwel iedereen in Bretagne en Loire-Atlantique er gebruik van (zonder politieke motieven). De vlag wappert ook aan overheidsgebouwen. Er zijn geen specificaties vastgelegd, dus het ontwerp kan enigszins variëren.
Naast deze vlag is er een logovlag in gebruik. Hij toont het logo van de regionale raad op een wit veld. Deze wordt gebruikt door de regionale raad van Bretagne.

Vlag van de Societé Vexillologique Breton.
De vlag van Saint-Pierre en Miquelon. De Bretonse vlag komt, samen met de Vlag van Baskenland (links bovenaan) en de vlag van Normandië (links onderaan) voor op de vlag van Saint-Pierre en Miquelon; dit symboliseert de afkomst van de bevolking van deze eilanden.
De vlag met logo.

## Symboliek
De strepen vertegenwoordigen de negen deelgebieden van het historische hertogdom Bretagne. De zwarte strepen staan voor de Franstalige en Gallischtalige gebieden Dol, Nantes, Rennes, Saint-Malo en Saint-Brieuc. De witte strepen staan voor de Bretonstalige gebieden Léon, Cornouaille, Trégor en Vannes. Het kanton is gebaseerd op het wapen van het hertogdom Bretagne, dat uit een wit veld met hermelijnstaarten bestond.
De vlag werd in 1923 ontworpen door leden van verschillende politieke en culturele organisaties. Het ontwerp is gebaseerd op het wapen van het historische Bretonse hertogdom. De vormgeving is afgeleid van de vlag van de Verenigde Staten.

## Historische vlaggen

Legervlag en vaandel (14e-16e eeuw) Historisch gezien gebruikten de Bretoenen een zwart kruis op een witte ondergrond. Er is weinig informatie beschikbaar over deze vlag voor de 14e eeuw.
De Kroaz Du was een van de belangrijkste Bretonse vlaggen tijdens de middeleeuwen. Hij figureerde in Slag van de Dertig en de Honderdjarige Oorlog en werd veel gebruikt door Bretonse zeelieden. Hij wordt door Bretonse royalisten beschouwd als de echte vlag van Bretagne.
De vlag van het hertogdom Bretagne, bekend als de Gwenn-ha-du-kozh (het Oude Wit en Zwart) was het vaandel van hertog Jan III (1316) en werd de vlag van de nieuwe Franse provincie Bretagne na de annexatie van 1532. Deze vlag bestond tot 1789. Vanaf 1843 dook hij schuchter weer op, en aan het eind van de 19e eeuw vaker. Hij kan soms nog steeds in de regio worden gezien.